# Cytaea barbatissima
Cytaea barbatissima là một loài nhện trong họ Salticidae.
Loài này thuộc chi Cytaea. Cytaea barbatissima được Eugen von Keyserling miêu tả năm 1881.